# Benoni-Verteidigung
Bei der Benoni-Verteidigung (oder Ben-Oni) handelt es sich um eine Eröffnung des Schachspiels. Sie zählt zu den Geschlossenen Spielen. Das wesentliche gemeinsame Element der verschiedenen Benoni-Varianten besteht darin, auf weißes 1. d2–d4 mit dem frühen Vorstoß c7–c5 zu antworten. Insofern Schwarz zuerst den Königsspringer entwickelt – die üblichste Zugfolge ist 1. d2–d4 Sg8–f6 2. c2–c4 c7–c5 –, zählt Benoni zu den Indischen Verteidigungen und wird daher auch Benoni-Indisch genannt.

## Bedeutung und Herkunft des Namens
Der Name Ben-Oni kommt aus dem Hebräischen und bedeutet Sohn des Leides. Der Name ist dem 1. Buch Mose entnommen. Rahel nennt ihren zweiten Sohn so, kurz bevor sie nach dessen schwerer Geburt stirbt. Jakob dagegen nennt ihn Ben-Jamin, Sohn des Glücks, weil er der letzte Sohn seiner Lieblingsfrau war.
In der Schachliteratur taucht der Name Ben-Oni erstmals 1825 auf. Damals veröffentlichten Aaron Reinganum und Johann Daniel Albrecht Hoeck ihr Buch Ben-Oni oder die Vertheidigungen gegen die Gambitzüge im Schache, nach bestimmten Arten klassificirt. Mit einem Anhange, in welchem die im Werke, unter verbessernden Abänderungen, vorkommenden Meisterspiele, unabgeändert aufgestellt sind, sammt hinzugefügten Reflexionen. Nebst einem Versuch einer Literatur des Schachspiels. Aaron Reinganum behandelt in diesem Werk verschiedene Verteidigungszüge für Schwarz gegen das Königsgambit und das Damengambit des Weißen, darunter auch auf fünf Seiten die Zugfolge 1. d2–d4 c7–c5, heute Alt-Benoni-Verteidigung genannt. Es handelt sich bei dieser Arbeit also nicht um eine Monografie der Benoni-Verteidigung. Aaron Reinganum wollte nach seinen Angaben mit der Wahl des Titels nur ausdrücken, dass das Buch in Stunden persönlicher Melancholie entstanden sei.
Howard Staunton schrieb im Kommentar zu seiner zweiten Wettkampfpartie gegen Pierre Saint-Amant (gespielt 1843) nach den Zügen 1. d4 c5 2. d5 f5, Saint-Amant habe diese Verteidigung von Benoni übernommen. Als Beleg für seine Aussage nannte Staunton Reinganums Buch, verwechselte dabei aber anscheinend den Buchtitel mit dem Namen des Autors.

## Varianten

### Alt-Benoni-Verteidigung
1. d2–d4 c7–c5 2. d4–d5 (ECO-Codes A43–A44)
|   | a | b | c | d | e | f | g | h |   |
| 8 |   |   |   |   |   |   |   |   | 8 |
| 7 |   |   |   |   |   |   |   |   | 7 |
| 6 |   |   |   |   |   |   |   |   | 6 |
| 5 |   |   |   |   |   |   |   |   | 5 |
| 4 |   |   |   |   |   |   |   |   | 4 |
| 3 |   |   |   |   |   |   |   |   | 3 |
| 2 |   |   |   |   |   |   |   |   | 2 |
| 1 |   |   |   |   |   |   |   |   | 1 |
|   | a | b | c | d | e | f | g | h |   |

Alt-Benoni-Verteidigung
In der Alt-Benoni-Verteidigung verzichtet Weiß auf c2–c4. Dadurch bleibt das Feld c4 für eine Leichtfigur frei und Lb5+ ist unter Umständen eine Option.
Falls Weiß im zweiten Zuge den Bauern schlägt, gewinnt ihn Schwarz nach 2. … e7–e6 oder 2. … Dd8–a5+ wieder zurück. Weiß setzt daher meist mit 2. d4–d5 fort, um Schwarz einzuengen. Aus diesem Grund wurde die Variante lange Zeit für sehr vorteilhaft für Weiß gehalten.
Aljechin bezeichnete die Alt-Benoni-Verteidigung in der Form 2. … e7–e5 3. e2–e4 d7–d6 sogar als „Schachsünde“, nachdem er sie bei der Schachweltmeisterschaft 1934 gegen Bogoljubow angewendet hatte. Statt Bogoljubows 4. f2–f4 empfahl Aljechin den Hebel f2–f4 erst nach 4. Sb1–c3. Schwarz sollte darauf durch 4. … a7–a6 Raumgewinn am Damenflügel vorbereiten und gleichzeitig dem Sc3 und dem Lf1 das Feld b5 verwehren.
Im Unterschied zum Tschechischen Benoni ist eine andere Springerentwicklung als Sg8–f6 möglich. Dadurch kann Schwarz früher zu seinem Bauernhebel f7–f5 kommen. Auf 4. f2–f4 e5xf4 5. Lc1xf4 strebt Schwarz mit Sg8–e7–g6 die Blockade des rückständigen Bauern e4 an.
Der deutsche Großmeister Lothar Schmid führte in den 1950er Jahren den spielbaren Aufbau 2. … d7–d6 3. e2–e4 Sg8–f6 4. Sb1–c3 g7–g6 in die Praxis ein, der ihm zu Ehren Schmid-Benoni genannt wird. Die Stellung nach weiterem 5. Lf1–e2 Lf8–g7 6. Sg1–f3 Sb8–a6 7. 0–0 Sa6–c7 8. a2–a4 a7–a6 9. Sf3–d2 Lc8–d7 10. Sd2–c4 b7–b5 ergab sich in Botwinnik – Schmid, Schacholympiade 1960. Botwinnik führte sein Spiel mit 11. e4–e5 kraftvoll weiter.
Eine Vermischung mit der Holländischen Verteidigung ist 2. … f7–f5. Im englischen Sprachraum wird das daher Dutch Benoni genannt.
2. … e7–e6 3. e2–e4 wird Franco-Benoni genannt, denn es ergibt sich zumeist aus der Französischen Verteidigung. Mit weiterem 3. … e6xd5 4. e4xd5 d7–d6 will Schwarz den Bauern d5 mit seinen Figuren umzingeln. 5. Sb1–c3 anstelle von 5. c2–c4 hält für den Läufer f1 die Diagonale offen und schließt das Manöver Sf3–d2–c4 nicht aus, doch durch 5. … a7–a6 droht b7–b5. Weiß wehrt zwar diesen Raumgewinn mit 6. a2–a4 ab, aber seinen Leichtfiguren ist das Feld b5 genommen.

### Tschechisches Benoni
1. d2–d4 Sg8–f6 2. c2–c4 c7–c5 3. d4–d5 e7–e5 (ECO-Code A56)
|   | a | b | c | d | e | f | g | h |   |
| 8 |   |   |   |   |   |   |   |   | 8 |
| 7 |   |   |   |   |   |   |   |   | 7 |
| 6 |   |   |   |   |   |   |   |   | 6 |
| 5 |   |   |   |   |   |   |   |   | 5 |
| 4 |   |   |   |   |   |   |   |   | 4 |
| 3 |   |   |   |   |   |   |   |   | 3 |
| 2 |   |   |   |   |   |   |   |   | 2 |
| 1 |   |   |   |   |   |   |   |   | 1 |
|   | a | b | c | d | e | f | g | h |   |

Tschechisches Benoni nach 4. Sc3 d6 5. e4
Im Tschechischen Benoni verlagert sich das Spiel durch das abgeschlossene Zentrum auf die Flügel. Schwarz strebt aktives Gegenspiel am Königsflügel sowie den Abtausch der schwarzfeldrigen Läufer an. Dazu zieht Schwarz nach 4. Sb1–c3 d7–d6 5. e2–e4 den Lf8 nach e7. Kurze Rochade und Sf6–e8 bereiten Le7–g5 vor. Weiß hat die Bauernvorstöße b2–b4 und f2–f4. Ende der 70er Jahre errang Weiß mit einem System basierend auf h2–h3, Lf1–d3, g2–g4 und späterer 0–0–0 einige Siege.
5. … g7–g6 führt zu Varianten der Königsindischen Verteidigung, in denen Schwarz zusätzlich zu e7–e5 auch c7–c5 spielt. Falls Weiß sich darauf einen Königsangriff mit g2–g4 und h2–h4 vornimmt, hat Schwarz nicht den Hebel c7–c6 gegen die Bauernkette, was ihm Gegenspiel in der c-Linie geben würde.
5. … Sb8–d7 verschiebt die Aufstellung des Lf8 um einen Zug. Auf ruhige Züge wie 6. g2–g3 gibt Schwarz dann erst g7–g6 den Vorzug.

### Moderne Benoni-Verteidigung
1. d2–d4 Sg8–f6 2. c2–c4 c7–c5 3. d4–d5 e7–e6 (ECO-Codes A60–A79)
|   | a | b | c | d | e | f | g | h |   |
| 8 |   |   |   |   |   |   |   |   | 8 |
| 7 |   |   |   |   |   |   |   |   | 7 |
| 6 |   |   |   |   |   |   |   |   | 6 |
| 5 |   |   |   |   |   |   |   |   | 5 |
| 4 |   |   |   |   |   |   |   |   | 4 |
| 3 |   |   |   |   |   |   |   |   | 3 |
| 2 |   |   |   |   |   |   |   |   | 2 |
| 1 |   |   |   |   |   |   |   |   | 1 |
|   | a | b | c | d | e | f | g | h |   |

Modernes Benoni nach 4. Sc3 exd5 5. cxd5 d6
Wegen ihres asymmetrischen Charakters bietet sie auch Schwarz Chancen, auf Gewinn zu spielen, und wird besonders von Spielern geschätzt, die früh aggressives Gegenspiel anstreben. Die Weltmeister Tal, Fischer und Kasparow wendeten sie an.
Das typische und spielbestimmende Element dieser Eröffnung wird durch die unterschiedliche Verteilung der Bauern gekennzeichnet. Weiß besitzt die Bauernmajorität im Zentrum, während Schwarz eine Bauernmehrheit am Damenflügel hat. Die unterschiedlichen Grundstrategien beider Seiten bestehen darin, dass Weiß versuchen muss, im Zentrum durchzubrechen. Schwarz hingegen wird versuchen, Druck auf der halboffenen e-Linie auszuüben und seine Bauernmajorität auf dem Damenflügel in Bewegung zu setzen.
Durch sein Vorrücken d4–d5 hat Weiß Raumvorteil, aber für den schwarzfeldrigen Fianchetto-Läufer die Diagonale freigemacht. Auch das Zentrumsfeld e5 kann Weiß nur noch bedingt kontrollieren, sodass sich in vielen Varianten der schwarze Damenspringer dort niederlassen kann. Mit den Zügen a7–a6 und b7–b5 droht Schwarz, einen starken Damenflügel zu entwickeln, Weiß hat mit a2–a4 ein starkes, präventives Gegenmittel.
Während Weiß mit den Zügen e2–e4 und evtl. f2–f4 Druck auf das Zentrum ausübt, bemüht sich Schwarz um die Stabilisierung des Feldes e5. Die Fianchettierung des schwarzfeldrigen Läufers hilft Schwarz, am Damenflügel ein dynamisches Gegenspiel zu entfalten, was nach dem Einschub a7–a6 und a2–a4 (evtl. unter Opfer) c5–c4 nebst Sd7–c5 beinhalten kann. Eine alternative Möglichkeit für Schwarz ist, mittels f7–f5 selbst einen Königsangriff zu initiieren.
Nimzowitsch bezeichnete Modernes Benoni als „unglückselige Extravaganz“.
Zu den Hauptvarianten der Modernen Benoni-Verteidigung, die alle mit 4. Sb1–c3 e6xd5 5. c4xd5 d7–d6 fortfahren, zählen:
- Fianchetto-Variante 6. Sg1–f3 g7–g6 7. g2–g3
- Nimzowitsch-Variante 6. Sg1–f3 g7–g6 7. Sf3–d2 mit dem typischen Manöver Sf3–d2–c4, um den Bauern c5 zu blockieren und die Schwäche d6 mit zusätzlichem Lf4 zu belagern.
- Klassische Variante 6. e2–e4 g7–g6 7. Sg1–f3 Lf8–g7 8. Lf1–e2. Um die Jahrtausendwende war 8. h2–h3 0–0 9. Lf1–d3 populär geworden.
- Dreibauern-Angriff 6. e2–e4 g7–g6 7. f2–f4 Lf8–g7. (Diese Variante in der Form mit 8. Sg1–f3 entsteht häufig durch Zugumstellung aus dem Vierbauernangriff in der Königsindischen Verteidigung.) Weiß strebt schnelles e4–e5 an und kann es nun sogar schon ziehen. Nach 8. Lf1–b5+ ist der Rückzug Sf6–d7 so gut wie erzwungen.

### Sonstige
Abarten der Benoni-Verteidigung sind der
- Geier 1. d2–d4 Sg8–f6 2. c2–c4 c7–c5 3. d4–d5 Sf6–e4 und der
- Habichd 1. d2–d4 Sg8–f6 2. Sg1–f3 c7–c5 3. d4–d5 c5–c4.